# Maria Pia De Vito
Maria Pia De Vito (Napels, 17 augustus 1960) is een Italiaanse jazzzangeres, componiste en arrangeur.

## Biografie
Pia De Vito begon in 1976 na een opleiding in opera- en moderne zang als zangeres en gitariste (later ook als pianiste) in bands, die zich concentreerden op de muziek van het Middellands Zeegebied en de Balkan. Sinds 1980 houdt ze zich bezig als jazzzangeres. Ze heeft daarbij samengewerkt met muzikanten als John Taylor, Ralph Towner, Kenny Wheeler, Enrico Rava, Paolo Fresu, Gianluigi Trovesi, Henning Sieverts, Joe Zawinul, Michael Brecker, Miroslav Vitouš, Dave Liebman, Joshua Redman, Cameron Brown, Billy Hart, Gary Bartz, Steve Turré en het Art Ensemble of Chicago.
Tussen 1994 en 1997 had ze met de pianiste Rita Marcotulli in het project Nauplia het versmelten van Napolitaanse liederen en andere mediterrane melodieën met jazz onderzocht. Tijdens de laatste jaren had ze vaak samengewerkt met de Britse componist Colin Towns en ook opgenomen met diens Mask Orchestra. Ze had een hoofdrol in Il brutto anatroccolo van Giorgio Gaslini. Tumulti is een duoproject met de percussionist Patrice Héral. Met haar Songs from the Underworld zette ze zich uiteen met songs van Leonard Cohen, Jimi Hendrix, Elvis Costello, Joni Mitchell en Sting.
Pia De Vito heeft opgetreden tijdens talrijke festivals in Zuid- en Midden-Europa en op de Britse eilanden, maar heeft ook geconcerteerd in het Birdland en het Performing Theatre van New York. Bovendien werkt ze samen met de beeldhouwster en videoartieste Marisa Albanese.

## Discografie
- Nel Respiro (met  John Taylor, Steve Swallow en Patrice Héral)
- Verso (met John Taylor, Ralph Towner)
- Triboh (met Rita Marcotulli en Arto Tunçboyacıyan)
- Mind the Gap
- Nauplia (met Rita Marcotulli)
- Dialektos (met Gabriele Mirabassi)
- Tumulti (met Patrice Héral en Ernst Reijseger)
- Dreaming Man with Blue Suede Shoes van Colin Towns (Provocateur, 1998) met Norma Winstone

- Gemeinsame Normdatei: 135411254
- International Standard Name Identifier: 0000 0000 4703 0080
- Library of Congress Control Number: no2007150313
- MusicBrainz: 5a36c205-30ae-4fa0-8560-26479cca2726
- Virtual International Authority File: 58875155